# AAAS Philip Hauge Abelson Prize
Der AAAS Philip Hauge Abelson Prize ist ein seit 1985 jährlich verliehener Preis der American Association for the Advancement of Science (AAAS) für wesentliche Beiträge zum Fortschritt der Wissenschaften in den USA. Er kann sowohl an Wissenschaftler als auch an Staatsbedienstete (Public Servant) verliehen werden.
Er ist seit Philip Hauge Abelson benannt, dem ehemaligen Herausgeber von Science. Der Preis ist mit einer Plakette verbunden und mit 5000 Dollar dotiert.

## Preisträger
- 1985 James A. Van Allen
- 1986 James A. Shannon
- 1987 Norman Hackerman
- 1988 John T. Edsall
- 1989 Franklin A. Long
- 1990 George E. Brown
- 1991 Bentley Glass
- 1992 John H. Gibbons
- 1993 Harvey Brooks
- 1994 Frank Press
- 1995 William O. Baker
- 1996 D. Allan Bromley
- 1997 Peter H. Raven
- 1998 Mary L. Good
- 1999 Neal F. Lane
- 2000 Leon M. Lederman
- 2001 Norman E. Borlaug
- 2002 Vernon J. Ehlers
- 2003 Norman P. Neureiter
- 2004 Maxine Frank Singer
- 2005 Norman R. Augustine
- 2006 Charles M. Vest
- 2007 Burton Richter
- 2008 Richard A. Meserve
- 2009 Francis S. Collins
- 2010 Rush D. Holt Jr.
- 2011 Shirley Ann Jackson
- 2012 Anita K. Jones
- 2013 Lewis M. Branscomb
- 2014 Bruce Alberts
- 2015 Eric Lander
- 2016 Ioannis Miaoulis
- 2018 Arthur Bienenstock
- 2019 Cato T. Laurencin
- 2020 Chad Mirkin
- 2021 Anthony Fauci
- 2022 Margaret Hamburg
- 2023 Sekazi Mtingwa
- 2024 Joel R. Primack
- 2025 Mary Woolley[1]